# Ostrowy Tuszowskie
Ostrowy Tuszowskie ist eine Ortschaft mit einem Schulzenamt der Gemeinde Cmolas im Powiat Kolbuszowski der Woiwodschaft Karpatenvorland in Polen.

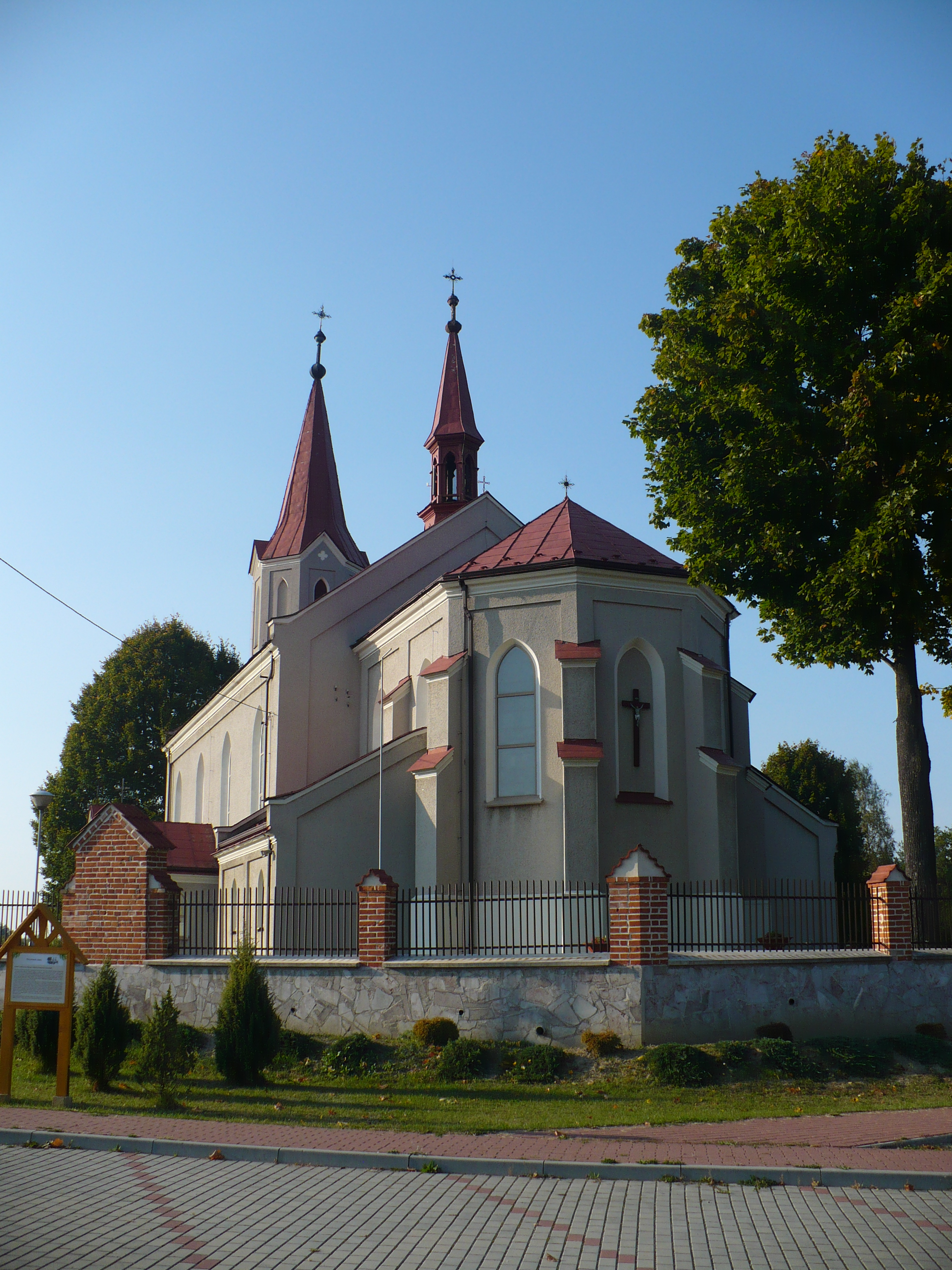
Ortskirche aus den Jahren 1900 bis 1902

## Geschichte
Der Ort im Sandomirer Urwald, im Sandomirer Becken, wurde im Wehrpflichtregister im Jahr 1538 als Sława Góra erstmals erwähnt. 1566 wurde Ostrowy seu Sławogóry wiedergegründet. Der Name Ostrowy ist eine Pluralform von ostrów (eine bewaldete Flussinsel), die später hinzugefügte Ergänzung stammt von Tuszów. Eine römisch-katholische Pfarrei wurde 1574 errichtet.
Bei der Ersten Teilung Polens kam Ostrowy 1772 zum neuen Königreich Galizien und Lodomerien des habsburgischen Kaiserreichs (ab 1804).
Im Jahr 1783 im Zuge der Josephinischen Kolonisation wurden dort 14 deutsche Familien (48 Personen) als Kolonisten katholischer Konfession angesiedelt. Die Kolonie wurde Sandlautern genannt, später im Polnischen Budy Tuszowskie oder Kolonia. 1812 gab es 70 Deutsche. Bis Ende des 19. Jahrhunderts wurden die Nachgeborenen der Kolonisten polonisiert. Im Jahre 1900 hatten die zwei Gemeinden Ostrowy Tuszowskie und Ostrowy Tuszowskie Kolonia im Bezirk Kolbuszowa insgesamt 1933 Hektar Fläche. Im Altdorf gab es 207 Häuser mit 1160 Einwohnern, in der Kolonie 36 Häuser mit 186 Einwohnern. Beide Orte waren völlig polnischsprachig, außer Römisch-Katholiken gab es 30 Juden in Ostrowy Tuszowskie und 10 in der Kolonie.
1918, nach dem Ende des Ersten Weltkriegs und dem Zusammenbruch der k.u.k. Monarchie, kamen beide Gemeinden zu Polen. Im Zweiten Weltkrieg gehörte es zum Generalgouvernement.
Von 1975 bis 1998 gehörte Ostrowy Tuszowskie zur Woiwodschaft Rzeszów.